# Eligmoderma ziczac
Eligmoderma ziczac är en skalbaggsart som beskrevs av Nonfried 1895. Eligmoderma ziczac ingår i släktet Eligmoderma och familjen långhorningar.
Artens utbredningsområde är Panama. Inga underarter finns listade i Catalogue of Life.